# Quincula
Quincula é um género botânico pertencente à família Solanaceae. Também conhecida como Lanterna Chinesa.
1. ↑  «Quincula — World Flora Online». www.worldfloraonline.org. Consultado em 19 de agosto de 2020